# Конвой P-604
Конвой P-604 — японський конвой часів Другої світової війни, проведення якого відбувалось у червні 1943 року.
Конвой сформували у важливому транспортному хабі японців Палау (на заході Каролінських островів). Місцем його призначення був Рабаул — головна передова база в архіпелазі Бісмарка, з якої провадились операції на Соломонових островах та сході Нової Гвінеї.
До складу конвою P-604 увійшли транспорти «Ніттай-Мару», «Клайд-Мару», «Канаямасан-Мару», «Ямагата-Мару» та ще одне неідентифіковане судно. Ескорт складався з мисливця за підводними човнами CH-39.
Невдовзі після опівдня 4 червня 1943 року судна вийшли з Палау та попрямували на південний схід. У цей період конвої до Рабаула ще не стали об'єктами атак американської авіації, проте серйозну загрозу для них становили підводні човни. Утім, конвой P-604 зміг безперешкодно пройти по своєму маршруту та опівдні 11 червня 1943 року прибув до Рабаула.